# Rifska vojna
Rifska vojna, tudi druga maroška vojna, je potekala med letoma 1920 in 1926 med Španijo (kasneje ji je na pomoč priskočila Francija) in maroškimi Berberi v  pokrajini Rif, ki je bila takrat del Španskega Maroka. Leta 1920 je v Španskem Maroku izbruhnil upor pod vodstvom Abd El-Krima, ki je razglasil neodvisno Rifsko republiko. Razširitev upora v Francoski Maroko je bil povod za francoski poseg proti upornikom in združene francosko-španske sile so jih leta 1926 tudi premagale.

## Potek vojne

### Začetek
Španija je bila prisotna v Afriki več stoletij, vendar je Francija tam ob začetku 20. stoletja igrala veliko pomembnejšo kolonialno vlogo. Do leta 1912 se je povečala anarhija v Maroku in maroški sultan Abdelhafid je s feško pogodbo predal Francozom suverenost. S pogodbo so tudi Španci dobili nekaj ozemlja okrog Tangerja in v Rifu, goratem predelu severnega Maroka. Splošna lokalna sovražnost do španske prisotnosti se je razrasla v odkrit upor, ko se je pojavil Abd-El Krim. Španija je postavila majhne utrdbe ob glavni cesti v državi, da bi okrepila nadzor. Španski poveljnik Manuel Fernández Silvestre je svoje može postavil v te utrdbe precej na redko in jih pustil same in ranljive.

### Španski poraz
Krimove sile so začele napadati španske položaje in hitro razvile svoj vzorec napada: obkolili so osamljene utrdbe in jih odrezali od sveta, možje v utrdbah so stradali ali umrli od žeje, vsakega, ki je poskušal pobegniti, so ubili. Da bi preprečili nadaljnje napade, je Silvestre ukazal umik v obalno mesto Melila. 22. julija je bilo ubitih na tisoče vojakov, ki so se poskušali umakniti iz največje utrdbe v Anualu. Silvestre je sredi bitke naredil samomor. Rifske sile so začele napredovati proti vzhodu. Kmalu je bilo zavzetih več kot 130 španskih vojaških postojank.  Krimova zmaga je navdihnila tudi druga plemena, da so se mu pridružila. Ustanovili so kratkotrajno Rifsko republiko. Do konca avgusta 1921 je Španija izgubila vsa ozemlja, ki jih je pridobila od leta 1909. Španska vojska je bila potisnjena v Melillo, ki je bila njihova največja baza v vzhodnem Rifu.  V Melili je bilo takrat okoli 14 000 španskih vojakov. Do sredine avgusta so Rifčani obkolili preostale Špance v Melili, ki bi jo lahko osvojili, vendar so se umaknili v hribe.
Melila je bila takrat popolnoma obkoljena, vendar Krim ni ukazal napada na njo, saj se je bal intervencije drugih evropskih držav. V Melili so namreč živeli državljani različnih evropskih držav in po njegovem mnenju, bi te posredovale če bi se njenim državljanom kaj zgodilo. Drugi razlogi so se skrivali v neenotnosti rifskih plemen in španskih okrepitvah, ki so prispele v mesto.  Španci so dosegli so sporazum s plameni, ki so bila najbližja Tangerju, in jim omogočili, da so koncentrirali svoje sile na Krima na vzhodu. Konec avgusta je bilo v Melili 36 000 vojakov, ki jim je poveljeval Jose Sanjurjo. Krim je kasneje priznal, da ni osvojil Melile, njegova največja napaka v vojni." 

### Zastoj
Do janurja 1922 so Španci osvojili  svojo glavno utrdbo na Monte Arruit. V  utrdbi kjer so našli 2600 trupel pobite garnizije. Ponovno so okupirali tudi obalne predele do Tistutinu in Batela. Rifske sile pa so se  utrdile v hribih in nastal je nekakšen zastoj v vojni. Marca je rifsko topništvo potopilo špansko vojno ladjo v zalivu Alhucemas. Leta 1924, v času bojev pri Dar Aquba, so rifske sile spet zadale hud udarec španski vojski, padlo je več kot 10 000 vojakov. Španska vojska je zato, da bi dosegla preobrat v vojni, začela proti rifskim plemenom uporabljati kemično orožje. Španske sile so s 25 000 narasle na 150 000 mož. To je bila drugačna vojska, ki so jo vodili strogi, profesionalni častniki, med njimi je bil tudi Francisco Franco, bodoči španski diktator. Franco je kasneje zaradi zaslug v vojni postal najmlajši general v španski vojski. Leta 1924 so začeli bombardirati vasi, vendar je bil napredek počasen, Rifčani pa so spet napredovali novembra.

### Francoska intervencija
Francozi prestrašeni zaradi vstaje v španskem delu Maroka, so poslali svoje čete v Rif, tako je v maju 1924 francoska vojska vzpostavila linijo utrdb severno od reke Oureghla v spornem plemenskem območju. 12. aprila 1925 je okoli 8000 upornikov napadlo to linijo in v dveh tednih, je bilo več kot 40 od 66 francoskih utrdb zavzetih ali opuščenih. Ubitih je bilo okoli 1000 francoskih vojakov , ranjenih 3700 in 1000 pogrešanih . Te izgubo so predstavljale več kot dvajset odstotkov francoskih sil razporejenih v Rif. Francija se je, da bi dokončno zatrla upor, odločila v Maroko pripeljati dobro izurjene in opremljene enote iz Francije, Severne Afrike, Senegala in enote Tujske legije. Te francoske sile so štele več 160 000 vojakov. Skupaj s španskimi pa jih je bilo okoli 250 000 in so po številu krepko prekašale Krimove sile.

### Konec vojne in posledice
Do junija 1926 so Španci in Francozi združili sile in zdaj je upornikom naproti stalo 360 000 francoskih in španskih vojakov. Septembra so Francozi napadali in ponovno osvojili ozemlje, ki ga zajel Krim. Zadnji odločilni napad se je začel 8. maja 1926. V ofenzivi se je sodelovalo več kot 123 000 vojakov, iz zraka pa jo je podpiralo tudi 150 letal. Premoč v vojaštvu in tehnologiji je izid vojne obrnila v prid Španije in Francije. Krim se je moral umakniti.  Francozi so napadli iz juga, medtem so bili Španci uspešni v amfibijskem napadu v zalivu Alhucemas in začeli prodirati s severa. Krim se je znašel v brezizhodnem položaju in se je 27. maja 1926 predal francoskim oblastem. Vojna v Španiji ni bila priljubljena in neuspehi španske vojske v začetku  so precej prispevali k politični nestabilnosti, vse večji nepriljubljenosti monarhije in vojaškemu udaru leta 1923 v katerem se je na oblast povzel general Primo de Rivera, ki je nato Španijo ob podpori kralja Alfonza vodil kot diktator do leta 1930, ko je bil prisiljen v odstopiti. Leta 1931 je bila po zmagi republikanskih strank na volitvah razglašena druga španska republika, ki pa se ni obdržala dolgo, saj je že leta 1936 izbruhnila španska državljanska vojna.